# جوجل كلاود برينت
الطباعة في السحاب من Google هي خدمة من Google تتيح للمستخدمين الطباعة من أي تطبيق مدرك للطباعة في السحاب ( الويب ، أو الكمبيوتر المكتبي ، أو الجوّال ) على أي جهاز في الشبكة السحابية إلى أي طابعة - دون الحاجة إلى إنشاء نظام فرعي للطباعة والحفاظ عليه لجميع الأجهزة مجموعات من أجهزة العميل والطابعات ، وبدون أن يضطر المستخدمون إلى تثبيت برامج تشغيل الأجهزة على العميل ، ولكن مع نقل المستندات بالكامل إلى Google. منذ 23 يوليو 2013 ، يتيح أيضًا الطباعة من أي تطبيق Windows ، إذا كانت طابعة Google Cloud مثبت على الجهاز.

## وصلات خارجية
- الموقع الرسمي